# Glaphyropyga aristata
Glaphyropyga aristata är en tvåvingeart som beskrevs av Carrera 1950. Glaphyropyga aristata ingår i släktet Glaphyropyga och familjen rovflugor. Inga underarter finns listade i Catalogue of Life.